# Ágoston Bényei
Ágoston Bényei (Tiszavasvári, 3 aprile 2003) è un calciatore ungherese, centrocampista del Diósgyőr.

## Carriera
Cresciuto nelle giovanili del Debrecen debutta in prima squadra il 2 agosto 2020, in Nemzeti Bajnokság II nella vittoria per 1-0 contro il Budaörsi.

## Statistiche

### Presenze e reti nei club
Statistiche aggiornate al 5 agosto 2025.
| Stagione        | Squadra         | Campionato      | Campionato | Campionato | Coppe nazionali | Coppe nazionali | Coppe nazionali | Coppe continentali | Coppe continentali | Coppe continentali | Altre coppe | Altre coppe | Altre coppe | Totale | Totale |
| Stagione        | Squadra         | Comp            | Pres       | Reti       | Comp            | Pres            | Reti            | Comp               | Pres               | Retin              | Comp        | Pres        | Reti        | Pres   | Reti   |
| --------------- | --------------- | --------------- | ---------- | ---------- | --------------- | --------------- | --------------- | ------------------ | ------------------ | ------------------ | ----------- | ----------- | ----------- | ------ | ------ |
| 2020-2021       | Debrecen        | NB2             | 14         | 1          | CU              | 0               | 0               | -                  | -                  | -                  |             | -           | -           | 14     | 1      |
| 2021-2022       | Debrecen        | NB1             | 15         | 0          | CU              | 0               | 0               | -                  | -                  | -                  |             | -           | -           | 15     | 0      |
| Totale Debrecen | Totale Debrecen | Totale Debrecen | 29         | 1          |                 | 0               | 0               |                    | -                  | -                  |             | -           | -           | 29     | 1      |
| 2022-2023       | Diósgyőr        | NB2             | 34         | 5          | CU              | 1               | 0               | -                  |                    | -                  | -           |             | -           | 35     | 5      |
| 2023-2024       | Diósgyőr        | NB1             | 25         | 2          | CU              | 4               | 1               | -                  |                    | -                  | -           |             | -           | 29     | 3      |
| 2024-2025       | Diósgyőr        | NB1             | 20         | 2          | CU              | 1               | 0               | -                  |                    | -                  | -           |             | -           | 21     | 2      |
| 2025-2026       | Diósgyőr        | NB1             | 2          | 0          | CU              | 0               | 0               | -                  |                    | -                  | -           |             | -           | 2      | 0      |
| Totale Diosgyor | Totale Diosgyor | Totale Diosgyor | 81         | 9          |                 | 6               | 1               |                    | -                  | -                  |             | -           | -           | 87     | 10     |
| Totale carriera | Totale carriera | Totale carriera | 110        | 10         |                 | 6               | 1               |                    | -                  | -                  |             | -           | -           | 116    | 11     |